# Carrer Colon (Montcada i Reixac)
El Carrer Colon és una via pública de Montcada i Reixac (Vallès Occidental) inclosa a l'Inventari del Patrimoni Arquitectònic de Catalunya.

## Descripció
El carrer Colon és una via de tipologia totalment recta en sentit paral·lel al costat de la via del tren, tenint l'estació a molt pocs metres del seu inici. Tot al llarg del seu seguit, s'hi varen construir tota una sèrie de cases d'estiueig, torres i centres d'esbarjo per a les famílies d'estadants, a l'època d'estiu. D'aquests edificis n'hi ha alguns que encara existeixen i tenen la seva funcionalitat, d'altres han desaparegut o es troben mig enderrocats o malmesos. Dels que encara conserven la seva fisonomia són: els que presenten planta baixa amb inclusió en alguns d'ells de golfes; les torres pròpiament dites que tenen jardins a les façanes principals, posteriors i també envoltant tot l'edifici i sobretot, un edifici peculiar que, gràcies a la bona gestió dels montcadencs, ha estat el punt referencial de tota una època fins i tot a hores d'ara, el "Cafè Colon" que va anar generant tota una sèrie d'activitats annexes esdevenint més tard, a principis del segle xx, el centre "Associació Benefico-Instructiva". Tot el seu tractament d'estructures, obertures i elements ornamentals evidencien unes façanes d'inspiració tradicional tot i que s'hi va incloure alguna concepció innovadora del que seria el fenomen modernista. Els edificis presenten teuladetes de coronament.
Pel que fa a les torres, dins d'un estat de força abandó, incorporaven el porxo de protecció davant l'entrada principal, sostingut per fines columnes de ferro, semblants a les emprades en molt dels edificis de l'arquitectura del ferro. Les altres característiques són les alternances d'obertures rectangulars i d'arcs rebaixats, frisos al gust clàssic i part superior de les obertures arquitravades. Els coronaments són de tipus frontó i estan rematats per gerros.

## Història
Cap a l'any 1868 Montcada rep una élite del món cultural barcelonès que escull aquesta contrada coma centre d'estiueig. La construcció del ferrocarril fou també un motiu decisiu. De tot això, conjuntament amb el medi ambient que l'envoltava (bones aigües, boscos, vinyes, fruites) va contribuir al ressorgiment de la vila, esdevenint un dels llocs d'estiueig per excel·lència dels barcelonins, amb un especial èmfasis a principis del segle xx. El carrer Colon fou un dels que tingueren origen a partir de tota aquella circumstància.
Pels volts de 1888 Josep Vilaseca, industrial barceloní, propietari del Cafè Colon i la Pajarera a Barcelona, inaugura a Montcada un cafè amb el nom de Cafè Colon, al que més tard, l'any 1886 s'hi construïa un annex, un teatre d'estil vuitcentista i amb moltes altres activitats.
Amb la Setmana Tràgica pateix les conseqüències, però gràcies, sempre al ben fer de les persones del lloc, troba en la persona de Domènec Fins al seu salvador, cosa que es produeix a partir del 1909. Després de forces vicissituds, els montcadencs han aconseguit la seva continuïtat que des d'aquell any es coneix com a "Associació Benéfico-Instructiva". El carrer era un veritable passeig d'esbarjo per als estiuejants i no hi era permès el tràfic.